# Politiekeurmerk Veilig Wonen
Het Politiekeurmerk Veilig Wonen (PKVW) is in Nederland en België een keurmerk voor woningen die in een bepaalde mate zijn beveiligd. Woningen die het keurmerk krijgen, hebben inbraakvertragers aangebracht, en hebben geen zwakke plekken die het een inbreker makkelijk maken om de woning binnen te komen. Het concept komt uit Engeland, waar het Secured by Design heet.
In 1994 startte de politieregio Holland Midden samen met de overheid een regionaal experiment, samen met de lokale overheid. Dit omdat niet alleen een woning, maar vaak ook de omgeving aan bepaalde veiligheidseisen moet voldoen. Sinds 2005 heeft het Centrum voor Criminaliteitspreventie en Veiligheid (CCV) het keurmerk van de politie overgenomen, omdat besloten is dat de politie de preventietaak naast zich neer moet leggen. Daarmee is de verantwoordelijkheid voor het inzetten van het keurmerk naar de gemeenten verschoven. Het afgeven van het keurmerkcertificaat wordt niet meer door de politie gedaan maar door bouwkundige bedrijven met een PKVW-erkenning.

## Eisen
Om het politiekeurmerk te verkrijgen, moet een woning voldoen aan de volgende eisen:
- Alle voor de inbreker bereikbare lichtkoepels, ramen en deuren zijn beveiligd.
- Er is verlichting bij de deuren.
- Er is zicht op een bezoeker bij de voordeur.
- Er zijn goedgekeurde rookmelders aangebracht op iedere verdiepingsvloer.
- De bewoner is voorgelicht omtrent beveiliging.

In de handboeken PKVW bestaande bouw en PKVW nieuwbouw worden de eisen nader gespecificeerd en wordt omschreven hoe er aan kan worden voldaan.

## Sticker
Een woning die goedgekeurd is krijgt een sticker die zichtbaar bij de voor- en achterdeur wordt geplakt. Volgens statistieken hebben bewoners van een woning met een keurmerksticker tot 95% minder kans op inbraak.

## Verzekering en woningwaarde
Veel verzekeraars geven een korting op de premie van de inboedelverzekering als de woning het keurmerk heeft. Bij woningverkoop kan aangebrachte beveiliging een extra verkoopargument zijn.